# やまだひさしのラジアンリミテッドDX
『やまだひさしのラジアンリミテッドDX』（やまだひさしのラジアンリミテッドデラックス / デジタルクロス）は、TOKYO FMなどJFN各局に向けて放送されていた深夜番組で、やまだひさしの冠番組である。なお、「ラジアンリミテッドDX」の読みは2005年3月までは「ラジアンリミテッドデラックス」であったが、同年4月以降は「ラジアンリミテッドデジタルクロス」と呼んでいた（ただし、番組ステッカーでは「ラジアンリミテッド・ディーエックス」と読むものもある）。
番組ホームページはJFNC側にあるが、実際はTOKYO FM（7階アースギャラリー）からの放送となっていた（『DAY BREAK』も同様）。
番組名の由来については、やまだひさしのラジアンリミテッドを参照のこと。

## ラジアンリミテッドDX（デラックス）
2002年9月から2005年3月まで毎週月曜日 - 水曜日の25:00 - 27:00にて放送していた番組。
もともとは月曜日 - 木曜日の22時から23時台に放送されていた『やまだひさしのラジアンリミテッド』という番組だったが、『MOTHER MUSIC - 37FM -』の放送開始及びその他編成方針の変更などにより、2002年9月30日にこの時間に移動した。但し、AIR-G'、FM大阪、FM FUKUOKAではローカル編成のため放送されなかった。2003年4月からは、JFN系列入りしたKiss FM KOBEでもネット開始となった。
当初「深・近・感」や「1時上場」をキャッチフレーズとし、「日本の景気回復を図るラジオ番組」として放送をしていたが、2003年10月以降は使用していない。また、同時期よりJFNネット局を回る全国キャラバンを2004年4月まで行い、2005年4月より全国の学校を回る「ザ・学校キャラバン」を開始した。現在は学校キャラバンの方は月1回の特番となり、江崎グリコ提供の「ポッキー放課後のMUSIC ROOM」に変更した。他にもフジテレビSDM発の番組でフジテレビとTFMの同時放送も行われた。（SDM発のエンドロールにはJFNが制作協力になっている。）
2004年4月まではオープニングの曲に『ファイヤークラッカー』を使っており、リスナーがタイトルコールを行った。また、モーニング娘。がやっていたこともあった。モーニング娘。の一部のメンバーは後に「ポッキー放課後のMUSIC ROOM」に出演した。
2004年5月以降は、やまだへの誕生日プレゼントとして、プロデューサーの「ペロ飯塚」にプレゼントされたレコーディングによる、新テーマソングとなった。これはやまだが「ラジアンリミテッド・デラックス」と歌う曲だったため、デジタルクロスに移行してからはカラオケ版となった。

### ラジアンDX（デラックス）の各コーナー（抜粋）
- 元気が出る！ザ・芸能フラッシュ！（毎日）
- 深夜のラーメン占い（毎日）…番組エンディングで、東京のラーメン店を中心に、ディレクターの水口が紹介するコーナー。毎回「○○なラーメン屋」といったテーマがあった。
- ピンクポップ（月）…女性のあえぎ声などが入っている等の理由で、一般には公開出来ないような楽曲をこっそり放送するコーナー。オンエアされた楽曲は以下のとおり。
- プライベートSS（月）…リスナーのリクエストに応じたSS（サウンドステッカー）を作ってくれるコーナー。デジタルクロス時代にも同様の趣旨のコーナーがある。
- れっつすたでぃいんぐりっしゅ（火）…SURFACEが『アイムファインセンキューアンジュー？』という曲を発売し、ゲスト出演したことをきっかけに、やまだとSURFACEの椎名慶治とで英会話を習ったコーナー。
- デラックス的・真夜中の英会話講座（火）…「れっつすたでぃいんぐりっしゅ」とセットで放送。知っていると役に立つ英会話のフレーズを勉強できるコーナー。
- 恋テク必勝ガイド（火）…恋愛をする上で役立つようなテクニックを紹介するコーナー。書籍化された。
- やまちゃんメジャーへの道！何したらいいと思う?（火）
- ダザイ（水）
- バカの論理（水）
- ベロタン（水）

最後の4コーナーについては、デジタルクロス時代にも引き継がれている。水曜のネタコーナーには「なっち」や「趣味は芸者」というフレーズが流行った。
ラジオドラマ
重機戦士デラクシャン
DX（デラックス）開始当初から2002年12月11日のほぼ毎日に放送していた。やまだ自身が主人公役を演じた。TOKYO FMのアナウンサーや、吉本興業の役者も出演していた。

### ラジアンDX（デラックス）スタートの2002年9月30日の番組表
| 2002年9月30日（月）の番組表 | 2002年9月30日（月）の番組表              |
| --------------------------- | ---------------------------------------- |
| 22:00 - 23:55               | やまだひさしのラジアンリミテッド（終）   |
| 24:00 - 25:00               | JET STREAM                               |
| 25:00 - 27:00               | （新）やまだひさしのラジアンリミテッドDX |

## ラジアンリミテッドDXDX（デラックスデラックス）
ラジオ黄金時代木曜日が終了に伴い2003年4月から1年間、姉妹番組として、『やまだひさしのラジアンリミテッドDXDX』を、25:00-25:30に放送していた。通称「デラデラ」。
この番組は、ラジアンDXとは違い、すべて収録での放送で、一部カットされたり最初から未放送になった音源などがあったりした。内容はワンスリーゲストのトークとブロードバンド放送（iiv）を使用したインディーズ楽曲の発掘などを行っていた。
この番組は、ラジアンDXをネットしていなかった、FM大阪、FM FUKUOKAでも放送された。逆にラジアンDXネット局のJOEU-FMと、ネット局であり番組制作局でもあるTOKYO FMについては未ネット。
25:30-26:30は、『松本人志の放送室』で、26:30-27:00は、『NEW STANDARD』だった。2004年4月からはこの時間は『円都通信』（イェンタウンつうしん。後に土曜28時に移動）になったが、さらに1年後にはラジアンDX放送拡大として木曜日の放送が再開された。

## ラジアンリミテッドDX（デジタルクロス）
- 2005年4月4日の深夜1時から「DX」の読み方を「デラックス」から「デジタルクロス」に改題、そして番組内容を変更して開始した。
- 前述のようにオープニングテーマに使用していたやまだの歌うテーマソングはカラオケ版に切り替えられ、またタイトルコールの後のトークも無くなった。
- 開始当初、月曜放送から水曜放送は「デラックス」時代にネットしなかったAIR-G'、がネットするようになり36局に。2007年秋にはFM OSAKA、2008年春にFM FUKUOKAがネット開始し38局フルネットとなった。、新たに増設された木曜の放送は開始当初AIR-G'、FM大阪、FM FUKUOKA、FMK、FM大分が未ネットのため、33局ネット、次第に未ネット局は減ったもののAIR-G'とDate fmが5年間通して未ネットで36局ネットであった。
- タイトルロゴも「やまだひさしの」「DX」部分が水色からオレンジ色に変更され、「radio unlimited」に「digital cross」が付け足された。

### 放送内容
各曜日で作家を別々に起用したり、個別のテーマを設けるなど棲み分けがなされていた。
月曜日
担当作家は阿部洋子。愛称は「アベちゃん」。
月曜担当の阿部が唯一の女性構成作家であったために恋愛関係などのコーナーが多く、阿部主役のコーナーも多かった。
火曜日
担当作家は鈴木雅貴。愛称は「スズキング」。
火曜日ではグラビアアイドルを読んで官能小説を読ませるコーナーなどがありお色気満載となっていた。
水曜日
担当作家は現在も「ラジアンリミテッドF」を担当している田澤清彦。愛称は「たーちゃん」。
基本的にネタコーナーをメインとしており定期的に2時間丸ごと大喜利企画を放送するなど、リスナーが主役となった企画が多かった。
木曜日
担当作家は宮原心。愛称は「宮ちゃん」。
水曜日同様にネタコーナーが充実している。当日企画にてリスナーとの電話企画が多かったり、さらには木曜日の担当ADのシュンスケと高野が出演するコーナーがあり、そこから「ad bank」というユニットが作られ歌手デビューするなどしていたが、常にやまだは、調子に乗る二人にツッコんでいた。

## スタッフ
プロデューサー
ペロ飯塚（飯塚基弘）
愛称の由来はアイスクリームをペロペロ舐めてるところから。「ペロデューサー」もしくは「ペロ」とも呼ばれている。現在JFNC代表取締役社長であり、特別加盟局であるInterFM897の代表取締役会長。
2004年のやまだの誕生日に新テーマソングのレコーディングをプレゼントした。
構成作家
阿部ちゃん(阿部洋子)
月曜デジタルクロスを担当。唯一の女性作家。一般的なラジオ番組の構成作家はあまり喋ることはないが阿部はやまだとトークを繰り広げるなどしていた。可愛らしい声であるため、リスナーからの人気が高かった。
スズキング(鈴木雅貴)
火曜デジタルクロスを担当。阿部同様にやまだとトークを繰り広げていた。放送開始と同時にやまだに話を振られたりしていた。火曜ラジアンではグラビアアイドルを呼んで番組を進行していたため、常にグラビアアイドルと関係を持ちたがっている。
たーちゃん(田澤清彦)
デラックス時代から最終回まで一貫して水曜を担当。巨漢である。放送では喋らないが、デジタルクロス時代に行われていたPodcast「裏ジアン」ではやまだとトークしていた。番組終了後に「ラジアンF」へ移動。
宮ちゃん(宮原心)
「デラックス」時代、放送終了後の3時から放送されていた「BPR5000」で火曜日の構成作家を担当していたが、2005年の番組終了に伴い「木曜ラジアン」へ異動した。番組ではよく大きな笑い声を発する。冬の時期にTシャツ短パンでやってきたりする。
ディレクター・AD
志岐
月曜デジタルクロスを担当。過去に「BPR5000」の火曜日も担当していた。番組終了後「ラジアンF」へ異動。
ゴルフ
月曜・水曜デラックス〜デジタルクロスを担当。特技がゴルフであるためそう名付けられた。
塚本ヒデアキ
水曜デジタルクロスを担当。やまだや田澤から気持ち悪がられており、不潔で毛深い。ある日の放送で九十九里浜から中継させられ海に入るよう指示され「嫌だよそんなのそんなの嫌だよ」という名言を残した。以降、この番組ではこの言葉が多用されていた。
タカノ
木曜デジタルクロスを担当。やまだからは「気持ち悪い」「もっとバカ」などと嫌われていた。同じ木曜を担当していたシュンスケと共に「ad bank」というボーカルユニットを結成した。番組終了後「ラジアンF」へ異動。
シュンスケ
木曜デジタルクロスを担当。先述した通り、タカノと共に「ad bank」というボーカルユニットを結成した。